# Edgard Milhaud
Pour les articles homonymes, voir Milhaud.
Edgard Milhaud, né à Nîmes le 14 avril 1873 et mort à Barcelone le 4 septembre 1964, est un militant socialiste et professeur d'économie français, promoteur et théoricien de l'économie collective. 
Proche de Jean Jaurès et Léon Blum, il participe au début du XXe siècle à la direction de la SFIO, sans rechercher de mandats électifs, et contribue à son ancrage réformiste.
Auteur de très nombreux ouvrages en économie et en relations internationales, Edgard Milhaud est le fondateur du CIRIEC et a travaillé avec Albert Thomas au BIT. Considérant que « la guerre est un crime », quelles que soient ses raisons, il militait en faveur d'institutions supranationales chargées de garantir la paix mondiale. Il a été proposé à plusieurs reprises pour le prix Nobel de la paix.

## Formation et militantisme socialiste
Issu d'une famille aisée de commerçants de tissus et de vin de Saint-Jean-du-Gard, frère cadet d'Albert, Edgard Milhaud fait ses études aux lycées Janson-de-Sailly puis Charlemagne. Il souhaite alors devenir poète, se détache de la religion juive, et obtient une licence de lettres puis l'agrégation de philosophie. Participant à des associations socialistes, il fait partie des créateurs de la Ligue démocratique des Écoles, et se lie avec Léon Blum et Albert Thomas. Tout en poursuivant des études d'économie politique et de sociologie, il part en Allemagne en 1896 et 1898 (puis de nouveau en 1906) auprès du SPD, notamment de Serge Berstein, et écrit dans de nombreux journaux (La Lanterne, Le Peuple, L’Humanité, etc.) et à partir de 1899 à La Revue socialiste.
Partisan d'un socialisme réformiste à l'allemande, respectueux de la démocratie, il est en faveur de la participation ministérielle : « Nous ne voyons plus seulement dans l'action parlementaire un moyen de faire la critique de la société capitaliste et de répandre dans le peuple nos idées ; pour nous l'action parlementaire est autre chose encore : elle doit être une action proprement dite, elle doit être efficace, elle doit produire des résultats ». Devenu ami d'Anton Menger (en), il traduit plusieurs de ses livres en français.
À 26 ans, il intègre le cabinet du premier socialiste nommé à un ministère, Alexandre Millerand, chargé du Commerce et de l’Industrie. Conseiller économique (1899-1901), Edgard Milhaud participe à la mise en place de la journée de dix heures et au développement de l'inspection du travail. Il est ensuite chargé de la politique étrangère à La Petite République.

## La carrière d'enseignant
Il est nommé professeur titulaire à la chaire d’Économie politique de la faculté des Lettres et Sciences sociales de Genève à 29 ans, en 1902. De 1915 à 1918, il est le premier doyen de la faculté des Sciences économiques et sociales, créée par partition de la précédente.
En parallèle de son activité d'enseignant à Genève, il anime des groupes d’études sociales dans les départements de Savoie et Haute-Savoie. En 1902 les mouvements socialistes préexistants se rattachent au parti socialiste français de Jean Jaurès, puis en 1905 Edgard Milhaud cesse d'être le responsable départemental du PSF dans le Gard pour devenir le secrétaire fédéral de la fédération des Deux-Savoie, réunissant les deux départements de Savoie et Haute-Savoie au sein de la SFIO. Il en démissionne en 1906, tout en conservant d'une part jusqu'en 1908 la représentation de la fédération au conseil national de la SFIO et d'autre part un rôle majeur d'organisateur en Savoie, dont il est dépossédé ensuite par Philippe Navarro. Il cherche à conjuguer l'action militante et la réflexion politique en créant une fédération qui soit un parti de militants et pas une association électorale.
Très tôt, Edgard Milhaud milite au sein du parti socialiste français en faveur d'une extension du secteur public (Le Rachat des chemins de fer, 1904, motions lors des congrès socialistes de 1911 et 1913, ce qui conduit au socialisme municipal). Pour lui, même si la transformation de la propriété capitaliste reste un objectif, le secteur public est un début de socialisation favorable au bien-être des ouvriers et à la conquête du pouvoir : « les coopératives, dans le cadre même de la société présente, sont un début de socialisation ; et elles sont mieux que cela, elles sont le moyen de former des administrateurs tout prêts pour la gestion économique de la société future ».
Distingué par Jean Jaurès pour sa « haute conscience de socialiste et de savant » (Chambre des députés, en 1910), décrit par Léon Blum comme « ce maître et vétéran de notre doctrine internationale » (Le Populaire, 21 août 1947), Edgard Milhaud délaisse l'engagement politique au profit du militantisme économique.

## Le promoteur de l'économie sociale et solidaire
Au croisement de ses activités de professeur et de militant, Edgard Milhaud lance en 1908 la revue Les Annales de la Régie directe en quatre langues, renommée en 1925 en Annales de l’Économie collective. Elle s'arrêtera en 1943. Son action en faveur de l'économie sociale et solidaire sera prolongée en 1947 par la création du Comité international de recherches et d’information sur l’économie collective (CIRIEC).
À la demande de son ami Albert Thomas, il avait dirigé l'enquête mondiale du Bureau international du travail sur la production industrielle (1920-1925). De 1925 à 1933, il est directeur du département des recherches du BIT, où il étudie les conséquences de la journée de travail de huit heures.
En 1926, il est nommé maître de conférences à l’Académie de Droit international de La Haye, et l'année suivante au Conseil national économique où il siégea jusqu’en 1936. Après la seconde guerre mondiale, il reprend sa promotion de l'économie collective à travers la revue Annales de l'économie collective qu'il dirige toujours.

## Le militant de la paix
Souhaitant garantir la paix par des organisations internationales, il prononce en 1915 plusieurs conférences en faveur de l'arbitrage international, suivies d'une série d'articles dans L'Humanité, dont il tire son livre « Du droit de la force à la force du droit ». En mai 1917, son ouvrage « La Société des nations » réclame un projet de paix durable, mais il est déçu par la reconnaissance par la charte de la société des nations d'un droit à la guerre. 
En mars 1917 il avait fait adopter par la SFIO une motion invitant le bureau socialiste international à rapprocher les différents partis socialistes, et représente la SFIO le 15 mars 1917 à la conférence socialiste des pays alliés. En 1919 il est le rapporteur sur l'organisation du monde de la conférence socialiste internationale de Berne.
Pendant la crise économique de 1929, il élabora un plan de restauration économique et, à partir de 1932, se consacra à sa défense. Il visait à surmonter la dépression économique et à amorcer une reprise du commerce international par l’utilisation générale de traites de compensation (plutôt que les paiements en or). Pour défendre cette idée, il écrit trois livres entre 1934 et 1936 et multiplie les conférences. En 1943, il défend l'application du plan Beveridge en Suisse et en Europe, sans succès, malgré de nombreux articles dans les Annales de l'économie collective.
Pour Edgard Milhaud, les guerres sont corrélées aux crises économiques, et il appelle à la création d'institutions économiques internationales pour garantir « l'organisation économique de la paix », notamment dans son ouvrage L'alternative de fer – Paix totale ou guerre. Il participe aux débats sur la charte de l'ONU (1945), mais pas à sa rédaction. Opposé au droit de veto des cinq vainqueurs, au siège unique à New York (lui demande un système d'ambassade dans chaque pays et la décentralisation de l'ONU sur plusieurs sites). Enfin, il participe au combat contre les armes atomiques. 
En 1951, il convoque l'assemblée constituante du Conseil européen des municipalités qui enregistra 48 000 adhésions de communes au cours des cinq premières années. Souhaitant utiliser l'économie et l'échelon municipal pour garantir la paix, en 1953 il jette les bases d’une Communauté européenne pour le crédit municipal. En 1949, Edgard Milhaud reçut le prix de l'Académie des sciences morales et politiques.
La candidature d'Edgard Milhaud a été présentée au prix Nobel de la paix en 1948, en 1949 puis en 1957, en soulignant son rôle d'économiste et de militant de la paix. En 1948, Edgard Milhaud fait partie des récipiendaires possibles avec Raoul Wallenberg, Rosika Schwimmer et Osvaldo Aranha (en). Sa candidature est présentée par Albert Picot (de), Henri Lévy-Bruhl, des universitaires genevois, bucarestois, bordelais et toulousains. Le comité Nobel se refuse d'attribuer le prix 1948 car son règlement prévoit que le récipiendaire doit être vivant, alors que le Mahatma Gandhi avait été assassiné en janvier précédent, sans avoir été récompensé l'année précédente. En 1949 et 1957, les prix Nobel de la paix sont attribués à John Boyd Orr, créateur de la FAO, et à Lester B. Pearson, créateur des Casques bleus.

## Ouvrages
Une bibliographie complète est disponible sur le site IdRef, de l'Agence bibliographique de l'enseignement supérieur.

### Publications
- Pour l'union socialiste, préface de Jean Jaurès, Bellais, 1899
- Le Congrès socialiste de Stuttgart, préface de Jean Jaurès, Bellais, 1899
- L'action du parti socialiste au Parlement et dans le Pays, par Aristide Briand, René Viviani, Edgar Milhaud, Jean Jaurès, Marcel-Maugras, 1902
- La Science économique : leçon d'ouverture du cours d'économie politique à l'Université de Genève, société nouvelle de librairie et d'édition, 1902
- La démocratie socialiste allemande, F. Alcan, 1903
- Le Rachat des chemins de fer, É. Cornély et Cie, 1904
- La tactique socialiste et les décisions des congrès internationaux (2 tomes), Société nouvelle de Librairie et d'édition, 1905
- L'économie publique : objet-méthode-programme de travail, Librairie des sciences politiques et sociales, 1912
- Du droit de la force à la force du droit, Atar, 1915, rééd. 1922
- La société des nations, B. Grasset, 1917
- Plus jamais ! : L'organisation de la paix ; le pacte de la Société des nations ; les amendements nécessaires, Éditions G. Crés (Paris), Benteli (Berlin) et Sonor (Genève), 1919
- Les fermiers généraux du rail, B. Grasset, 1920
- La marche au socialisme, B. Grasset, 1920, cop. 1919
- La Géorgie, la Russie et la S.D.N., imp. du Journal de Genève, 1926
- La Journée de huit heures et ses résultats d'après l'enquête sur la production, préface d'Albert Thomas, Société d'mpression d'Ambilly-Annemasse, 1927
- Un projet d'action immédiate contre le chômage et contre la crise : création simultanée et conjointe d'emplois et de débouchés, Annales de l'économie collective, 1932, rééd. Maison coopérative du livre, 1933
- Trêve de l'or et clearing international : plan pour le rétablissement des échanges internationaux, Maison coopérative du livre, 1933
- Organisation des échanges et création de travail, par Edgard Milhaud, U.V. Beckerath, Walter Zander et alli., Sirey, 1934
- Pour établir les échanges : la compensation internationale intégrale, avec règlement par devises-compensation, Comité d'action pour la compensation internationale intégrale, 1935
- Une idée en marche : la compensation organisée, Recueil Sirey, 1935
- Le chèque-compensation international devant l'opinion, Recueil Sirey, 1936
- Moyens de paiement de caractère compensatoire, A. Kundig, 1938
- Le rôle et les tâches de la coopération dans l'économie de demain, U.S.C., 1943
- L'alternative de fer : paix totale ou guerre, Presses universitaires de France (Paris), 1946 et Éditions de la Baconnière (Bâle), 1946
- Sur la ligne de partage des temps, Presses universitaires de France, 1948
- Échanges européens et chèque-compensation, Éditions de la SGEI, 1949
- Deux notions économiques de base : prestations et contre-prestations, Libr. M. Rivière, 1950
- La Place de la coopération dans l'économie collective, préface de Marcel Brot, Fédération nationale des coopératives de consommation, Impr. l'Émancipatrice, 1951
- Pour le rétablissement financier et monétaire : Une formule d'emprunt à garantie franc-or, Presses universitaires de France, 1924
- La France avait raison : sécurité collective, Éditions de la Baconnière, 1945
- Plusieurs sièges des Nations-Unies : Londres - Moscou - Nankin - Paris - Washington - Genève, Éditions de la Baconnière, 1945
- Pour la libération de la crainte, deux amendements à la Charte : contrôle atomique et limitation du droit de veto, Éditions de la Baconnière, 1947
- Sur la ligne de partage des temps, Éditions de la Baconnière, 1948

### Traductions
- La question agraire : étude sur les tendances de l'agriculture moderne, Karl Kautsky (traduit par Edgard Milhaud et Camille Polack), V. Giard & E. Brière, 1900, rééd. François Maspero 1970 et 1979
- L'État socialiste, Anton Menger (en),  Société nouvelle de librairie et d'édition, 1904, et  G. Bellais, 1904

## Décorations
- Croix de commandeur de l'Ordre de Léopold (Belgique)
- Croix de commandeur de l'Ordre de la Couronne de chêne (Luxembourg).

## Sources
- Dictionnaire biographique du mouvement ouvrier français, notice biographique disponible en ligne, par Justinien Raymond.
- Prix Nobel de la paix, candidature de M. Edgard Milhaud, Professeur d'économie politique à l'Université de Genève. Notice, curriculum vitae, bibliographie, sous la direction de Claudius Pierre Terrier, 56 p., Imprimerie du Journal de Genève, 1957.